# Cho Yong-Chul
Cho Yong-Chul (en coreano: 조용철; 7 de mayo de 1961) es un deportista surcoreano que compitió en judo.
Participó en dos Juegos Olímpicos de Verano en los años 1984 y 1988, obteniendo dos medallas, bronce en Los Ángeles 1984 y bronce en Seúl 1988. En los Juegos Asiáticos de 1986 consiguió una medalla de plata.
Ganó una medalla de oro en el Campeonato Mundial de Judo de 1985.

## Palmarés internacional
| Juegos Olímpicos   | Juegos Olímpicos             | Juegos Olímpicos  | Juegos Olímpicos |
| Año                | Lugar                        | Medalla           | Categoría        |
| ------------------ | ---------------------------- | ----------------- | ---------------- |
| 1984               | Los Ángeles (Estados Unidos) | Medalla de bronce | +95 kg           |
| 1988               | Seúl (Corea del Sur)         | Medalla de bronce | +95 kg           |
| Campeonato Mundial |                              |                   |                  |
| Año                | Lugar                        | Medalla           | Categoría        |
| 1985               | Seúl (Corea del Sur)         | Medalla de oro    | +95 kg           |
| Juegos Asiáticos   |                              |                   |                  |
| Año                | Lugar                        | Medalla           | Categoría        |
| 1986               | Seúl (Corea del Sur)         | Medalla de plata  | Abierta          |